# Rubén Gallego
Rubén David González Gallego (rusky Рубен Давид Гонсалес Гальего; * 20. září 1968, Moskva, SSSR) je ruský spisovatel a novinář španělského původu. Je autorem knihy „Bílé na černém“, která v roce 2003 získala ruskou Bookerovu cenu.

## Životopis
Rubén David González Gallego se narodil roku 1968 v Moskvě dvěma studentům Lomonosovovy univerzity. Jeho matkou je Aurora Gallego, dcera bývalého generálního tajemníka Komunistické strany národů Španělska Ignacia Gallega. Otec byl studentem ekonomie, původem z Venezuely. Gallego se narodil s ochromenými končetinami a byl umístěn do ústavu. Po roce dostala jeho matka nepravdivé vyrozumění, že zemřel. Vystudovala filologii a stala se novinářkou a překladatelkou. V roce 1974 se provdala za ruského spisovatele Sergeje Jurjeněna, který v letech 1995–2005 žil v Praze. Rubén Gallego vyrůstal v sovětských sirotčincích a domovech důchodců, odkud se mu podařilo uniknout až v roce 1990. Po studiích získal zaměstnání jako počítačový specialista.
Se svoji matkou se Rubén Gallego shledal v roce 2001 v Praze. Od té doby žije na Západě: v Německu a ve Washington DC. Je potřetí ženat a má dvě dcery.
Na základě zkušeností ze sovětských ústavů napsal autobiografickou knihu «Bílé na černém», která byla přeložena do několika jazyků, mimo jiné do vietnamštiny, švédštiny a esperanta. Česky vyšla roku 2009 v edici Revolver Revue.